# Typhlops paradoxus
Espèce
Synonymes
- Typhlops biminiensis paradoxus Thomas, 1968
- Cubatyphlops paradoxus (Thomas, 1968)

Typhlops paradoxus est une espèce de serpents de la famille des Typhlopidae. 

## Répartition
Cette espèce est endémique des Bahamas. Elle se rencontre sur l'île de Great Inagua.

## Publication originale
- Thomas, 1968 : The Typhlops biminiensis Group of Antillean Blind Snakes. Copeia, vol. 1968, no 4, p. 713-722.